# Écorégion d'Australie
Le World Wide Fund for Nature, qui définit une liste d'écorégions au niveau mondial, reconnaît 8 biomes types pour l'Australie, et 40 écorégions. Pour ce faire, le WWF s'appuie sur les travaux de l'Interim Biogeographic Regionalisation for Australia. Le WWF estime que plusieurs de ces écorégions comme celle de la forêt pluviale tropicale du Queensland sont parmi les plus représentatives ou les plus riches en biodiversité des habitats terrestres, marins, et d'eau douce et par conséquent à protéger avec le plus d'attention. À cette fin, le WWF les a inscrites sur le registre du Global 200.
L'Australie est comprise dans l'écozone australasienne avec la Nouvelle-Zélande et la Nouvelle-Guinée.

## Écorégion inscrite au global 200
- Eastern Australian temperate forests
- Arnhem Land tropical savanna
- Brigalow tropical savanna
- Cape York tropical savanna
- Carpentaria tropical savanna
- Einasleigh upland savanna
- Kimberley tropical savanna
- Trans Fly savanna and grasslands
- Forêts et maquis du Sud-Ouest australien
- Eyre and York mallee
- bois du mont Lofty
- Naracoorte woodlands
- Carnarvon xeric shrublands
- Great Sandy-Tanami desert

Petits cours d'eau
- Kimberley rivers and streams
- Southwest Australia rivers and streams
- Eastern Australia rivers and streams

Bassin Xérique
- Central Australian freshwater

## Liste des écorégions
Forêt tropicale humide
- Forêts subtropicales de l'île Lord Howe
- Forêts subtropicales de l'île Norfolk
- Forêt pluviale tropicale du Queensland

Forêts tempérées d'arbres à feuilles caduques
- Forêts tempérées d'Australie orientale
- Forêts tempérées du Sud-Est australien
- Forêts des massifs centraux de Tasmanie
- Forêts tempérées de Tasmanie
- Forêts pluviales tempérées de Tasmanie

Prairies, savanes et brousses tropicales et subtropicales
- Savane tropicale de la Terre d'Arnhem
- Savane tropicale de Brigalow
- Savane tropicale de la péninsule du cap York
- Savane tropicale de Carpentarie
- Savane de hautes terres d'Einasleigh
- Savane tropicale du Kimberley
- Mitchell grass downs
- Savane tropicale de Victoria Plains

Prairies, savanes et brousses tempérées
- Fruticées de mulgas d'Australie orientale
- Savane tempérée du Sud-Est australien

Prairies et broussailles de montagnes
- Prairies d'altitude des Alpes australiennes

Toundra
- Toundra des îles subantarctiques et des Antipodes (Australie, Nouvelle-Zélande)

Forêts, bois et broussailles méditerranéens
- Bois de Coolgardie
- Mallee d'Esperance
- Mallee d'Eyre et York
- Forêts et fruticées de jarrahs et de karris
- Bois du Mont Lofty
- Bois et mallee du Murray et du Darling
- Bois de Naracoorte
- Savane du Sud-Ouest australien
- Bois du Sud-Ouest australien
- Maquis et bois de la plaine côtière de Swan

Déserts et broussailles xérophytes
- Fruticées xérophiles de Carnarvon
- Broussailles xérophiles de la Chaîne centrale
- Désert de Gibson
- Grand désert de sable et désert de Tanami
- Grand désert de Victoria
- Fruticées xérophiles de la Plaine de Nullarbor
- Fruticées de Pilbara
- Désert de Simpson
- Déserts de pierres de Tirari et de Sturt
- Fruticées de mulgas d'Australie-Occidentale